# کریستیان اولیور
کریستیان اولیور (انگلیسی: Christian Oliver؛ ۳ مارس ۱۹۷۲ – ۴ ژانویه ۲۰۲۴) یک هنرپیشه اهل آلمان بود. او بیشتر برای بازی در مجموعه تلویزیونی هشدار برای کبرا ۱۱ در بین مردم شناخته شده بود.
از فیلم‌ها یا برنامه‌های تلویزیونی که وی در آن نقش داشته‌است می‌توان به والکیری، سه تفنگدار، مسابقه سرعت، آلمانی خوب، هشدار برای کبرا ۱۱ و گروه پرستاران بچه اشاره کرد.

## درگذشت
اولیور در ۴ ژانویه ۲۰۲۴ به همراه دو دخترش (مادیتا ۱۰ و آنیک ۱۲ ساله) طی سقوط هواپیمای شخصی در دریای کارائیب کشته شد. نیروی پلیس سلطنتی سنت وینسنت و گرنادین‌ها اعلام کرد که این بازیگر ۵۱ ساله به همراه دو دختر خردسالش و خلبان هواپیما پس از سقوط همگی جان باختند و اجساد آنها از دریا کشف شده‌است. هواپیمای تک موتوره‌ای که این گروه در آن سفر می‌کردند، لحظاتی پس از بلند شدن به دریا سقوط کرده‌است.